# Kim So-yeon
Kim So-yeon (김소연?, 金素姸?, Gim So-yeonLR, Kim SoyŏnMR; 2 novembre 1980) è un'attrice sudcoreana.

## Biografia
Nel 1994 vince il concorso di bellezza Miss Binggrae, debuttando come attrice adolescente, presentando il programma musicale Inkigayo e apparendo in diversi spot pubblicitari. Dopo una serie di ruoli da cattiva in drama come Eve-ui modeungeot (2000), la sua carriera viene lanciata nel 2009 da Iris. Da lì in poi continua ad apparire in televisione in numerose parti da protagonista, come in Geomsa princess (2010) e Gahwamansaseong (2016), oltre che nel varietà Uri gyeolhonhaess-eo-yo nel 2015 con Kwak Si-yang. Sul grande schermo, interpreta una schiava in Seven Swords nel 2005.

## Vita privata
Il 6 settembre 2016 ufficializza la propria relazione con il collega Lee Sang-woo, conosciuto sul set di Gahwamansaseong. La coppia si sposa nel giugno seguente.

## Filmografia parziale

### Televisione
- Athena - Jeonjaeng-ui yeosin (아테나: 전쟁의 여신?) – serie TV (2010-2011)
- Sun-jeong-e banhada (순정에 반하다?) – serie TV (2015)
- La leggenda della volpe a nove code 1938 (구미호뎐 1938?, Gumihodyeon 1938LR) – serie TV (2023)
- A Virtuous Business (정숙한 세일즈?, Jeongsukhan se-iljeuLR) – serie TV (2024)